# Младен Вуковић
Младен Вуковић (Панчево, 1992) је српски позоришни, ТВ, филмски глумац и глумац-аниматор.

## Биографија
Вуковић је завршио Академију Уметности Универзитета у Новом Саду, основне студије у класи професора Љубослава Мајере и мастер студије глуме на истој Академији у класи професора Бориса Лијешевића. Током студија је играо у неколико студентских представа и филмова, након чега остварује и прве професионалне ангажмане.

## Филмови
1. Хероји радничке класе, 2022.
2. Јенга, чудна игра, 2022.
3. Муве без главе, 2022.
4. Ја сам глумац, ја сам глумац, 2018.[2]

## Позориште
1. Бескрајна прича, 2023 - Мало позориште „Душко Радовић”
2. Бранин жабљи орфеум, 2023 - Мало позориште „Душко Радовић”
3. И никада се нећемо растати, 2023[2][3]
4. Мала школа Рокенрола, 2022 - Мало позориште „Душко Радовић”
5. Камени цвет, 2022 - Мало позориште „Душко Радовић”
6. Wow!, 2022 - Мало позориште „Душко Радовић”
7. Бајка о тихом принцу и тужној принцези, 2022 - Мало позориште „Душко Радовић”
8. Веселе жене виндзорске, 2021 - Народно позориште Стерија Вршац
9. Коцкар, 2021 - Хинтербина и Академија уметности Универзитета у Новом Саду
10. Три мускетара, 2019 - Дечје позориште Суботица
11. Код шејтана или једна добра жена, 2016 - Културни центар Панчево[4][2]